# إنكلاكوماب
إنكلاكوماب هو جسم مضاد وحيد النسيلة مأنسن يرتبط بالبروتين selectin P.